# セルジオ・ポリーニ
- セルジオ・ポッリーニ

セルジオ・ポリーニ（Sergio Porrini、1968年11月8日 - ）は、イタリア・ミラノ出身の元サッカー選手。イタリア代表としてもワールドカップ予選の2試合でプレーした。現役時代のポジションはDF。

## 経歴
ACミランのユース出身で、その後アタランタBCを経て、1993年にユヴェントスFCに移籍してリーグ優勝、チャンピオンズリーグなど多くのタイトルを獲得、その後スコットランドのレンジャーズFCへ移籍、ここでもリーグ優勝などのタイトルを獲得した。

## タイトル
ユヴェントス
- セリエA：1994-95, 1996-97
- コッパ・イタリア : 1994-95
- チャンピオンズリーグ ; 1995-96
- インターコンチネンタルカップ ; 1996
- イタリアスーパーカップ : 1995, 1997
- UEFAスーパーカップ (1997)

レンジャース
- スコティッシュプレミアリーグ 1998-99, 1999-00
- スコティッシュカップ 1999-00
- スコティッシュリーグカップ 1998-99